# Place Grangier
La place Grangier est une place du centre-ville de Dijon, dans son secteur sauvegardé.

## Origine du nom
La place a reçu ce nom en hommage à Henri Grangier (1842-1902) et son épouse Sophie Villeneuve (1851-1905) qui léguèrent leurs collections et leur fortune à la ville de Dijon et à l'Hôpital Général de Dijon.

## Historique

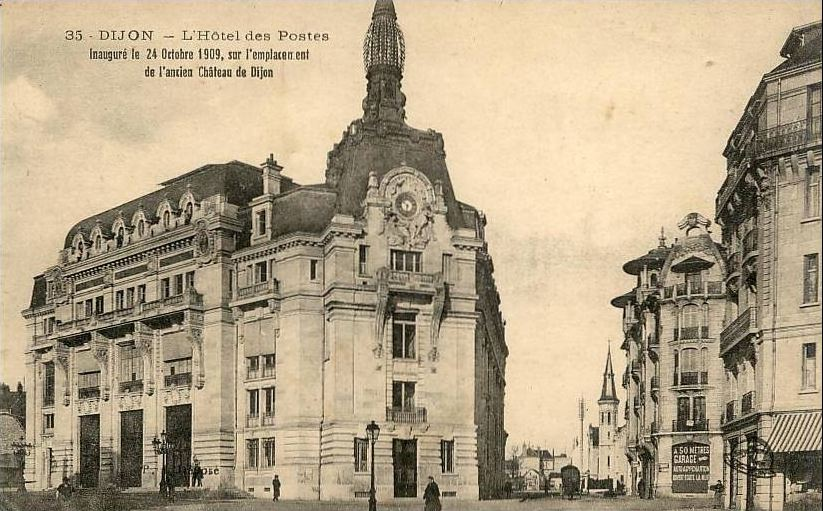
L'Hôtel des Postes place Grangier

Là où se trouve la place Grangier s'élevait, de la fin du Moyen Âge jusqu'à la fin du XIXe siècle, le château de Dijon, construit de 1478 à 1510.
 Ce bâtiment très imposant fut malheureusement détruit de 1891 à 1897 à la suite de nombreuses polémiques. Au début du XXe siècle, son emplacement a été progressivement aménagé. À la place du château a été édifié de 1907 à 1909 par l'architecte Louis Perreau, l’Hôtel des Postes, d'un style inspiré du Louis XVI. L'édifice comporte, à l'angle de la place Grangier et de la rue du Temple, un pan coupé orné d'une horloge monumentale entourée des sculptures de Paul Gasq, Le Jour et la Nuit.
L'architecte Louis Perreau a construit également en 1907, mais dans un style Art nouveau, l'immeuble voisin, faisant l’angle des rues du Château et du Temple. Louis Perreau a édifié aux n°1 et 3 place Grangier d'autres immeubles Art nouveau, de 1906 à 1908.
En avril 1916 a été inauguré sur la place un monument en hommage aux époux Grangier, bienfaiteurs de la ville. L’œuvre comportait une statue de la Bonté sculptée par Paul Gasq, posée sur un socle décoré d’un médaillon également de Gasq à l’effigie des Grangier. Ce socle surmontait des bassins de fontaine ornés de dauphins et de poissons.
De 1926 à 1927, l’hôtel Central a été bâti par l’architecte Gaston Paris à un angle de la place Grangier et de la rue du Château, dans un style inspiré de l'Art déco alors à la mode. En 2024, lors de la restauration des façades, les décors peints et la délicieuse frise d'escargots ont été restitués.
Sur le côté ouest de la place a été élevé en 1966 et 1967 un immeuble-tour de douze niveaux.
En 1967 et 1968, le centre de la place, jusqu’alors planté d’arbres et orné du monument aux époux Grangier, est dénaturé par la construction d’un parking souterrain inauguré en 1969.
De 1973 à 1975 est édifié 15 place Grangier et 5-9 rue Mably de l'immeuble GRAMA, œuvre de l’architecte Jean-Louis Ducruet.
À l’emplacement d’un ancien cinéma est construite au début des années 2000 la librairie Grangier, située 14 rue du Château, dont la façade de verre offre des points de vue remarquables sur l'immeuble Art nouveau voisin.
En 2013, la municipalité dijonnaise de François Rebsamen sélectionne l'artiste contemporain Bertrand Lavier pour réaménager la place. Ce projet n'a eu aucune suite.
En 2020 est inaugurée en face de la poste Grangier une sculpture contemporaine commandée par la ville de Dijon, Le compteur du temps, réalisée par Gloria Friedmann, artiste allemande installée en Bourgogne. L’œuvre se compose d’une sphère où sont incrustées des horloges indiquant l’heure de grandes villes du globe, surmontée d’un personnage tenant un cadran qui donne l'heure de Dijon.

## Bâtiments remarquables et lieux de mémoire
Les immeubles de cette place sont en majorité d'architecture Art nouveau et Art déco ; quelques édifices sont plus modernes.

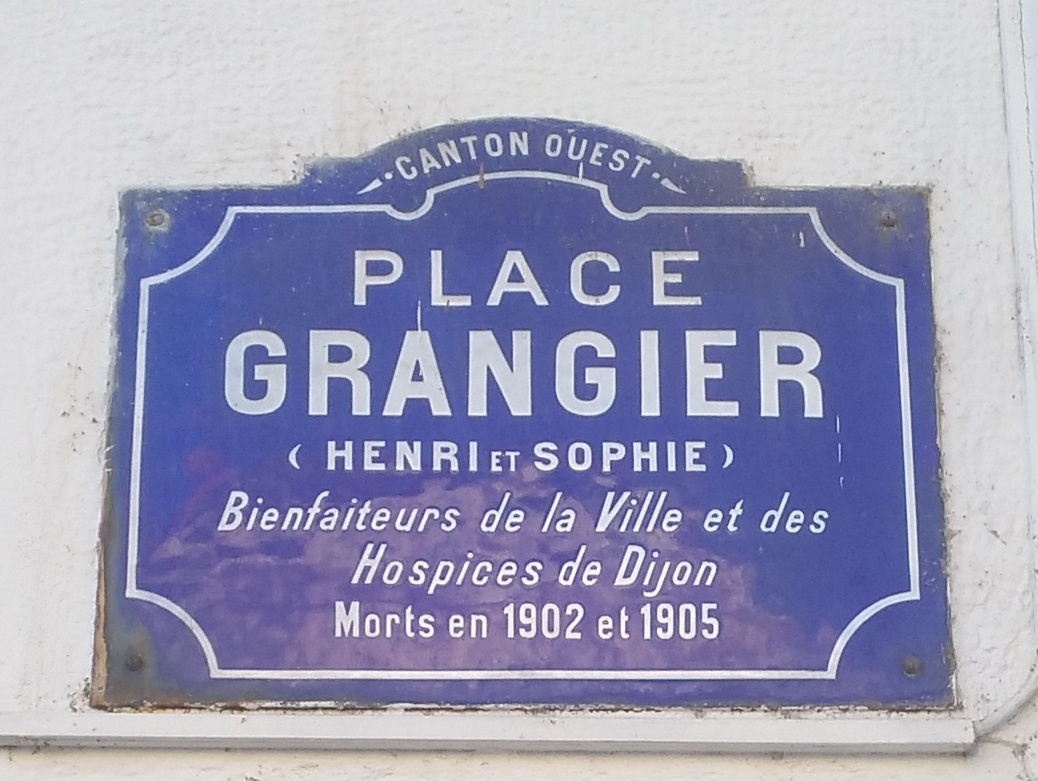
Plaque de la place Grangier
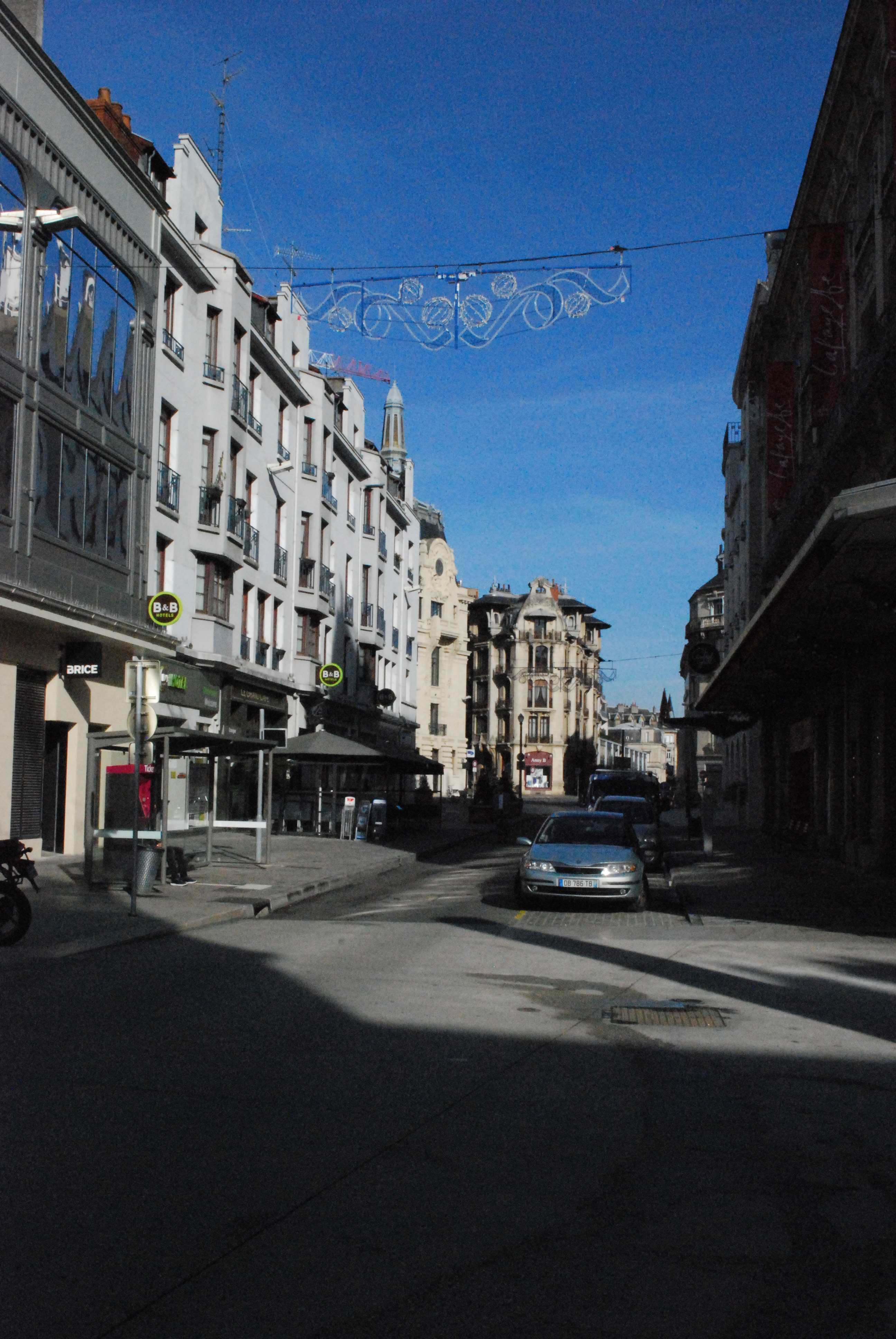
Vue depuis la rue du Château
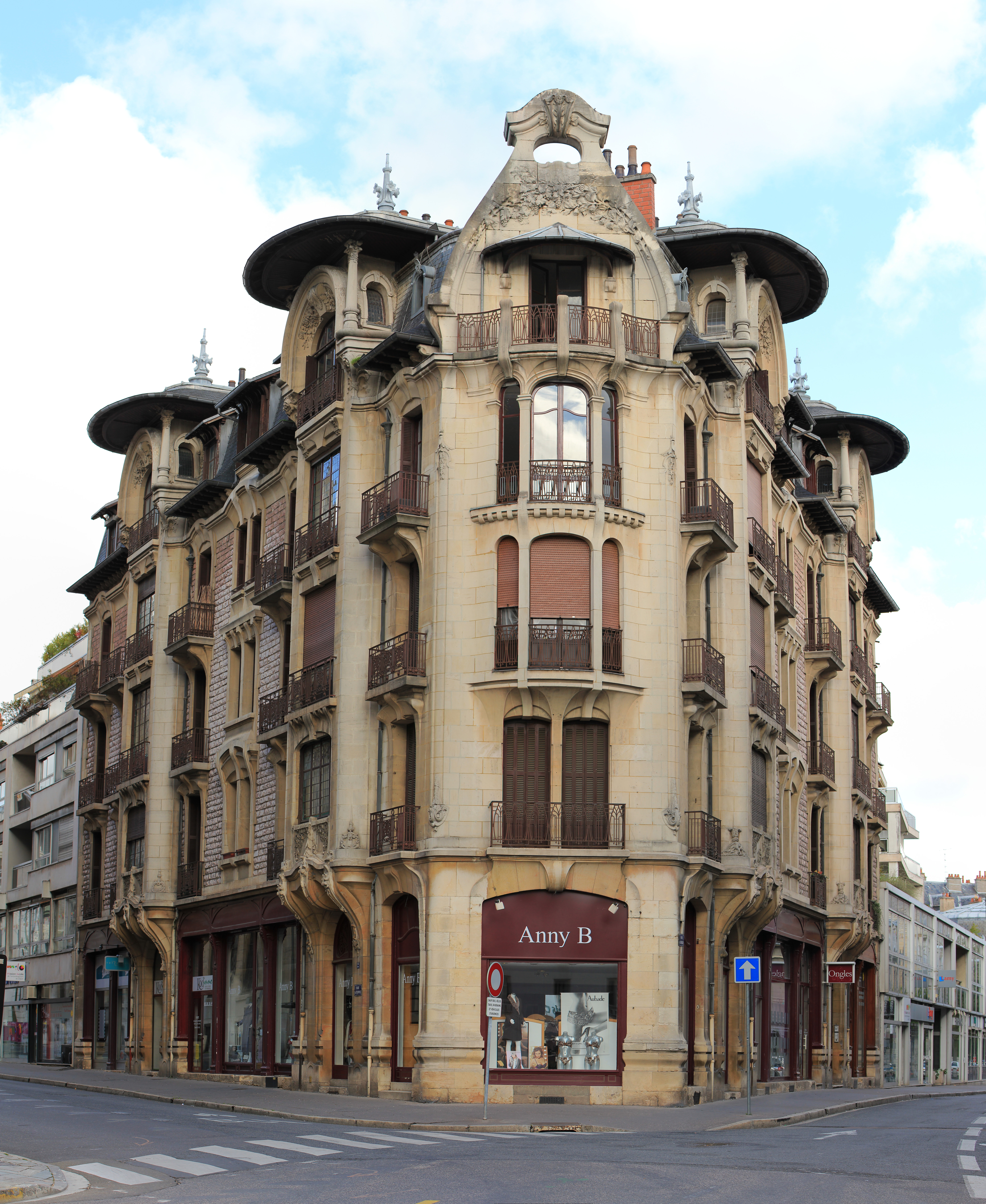
Immeuble Art nouveau dû à Louis Perreau
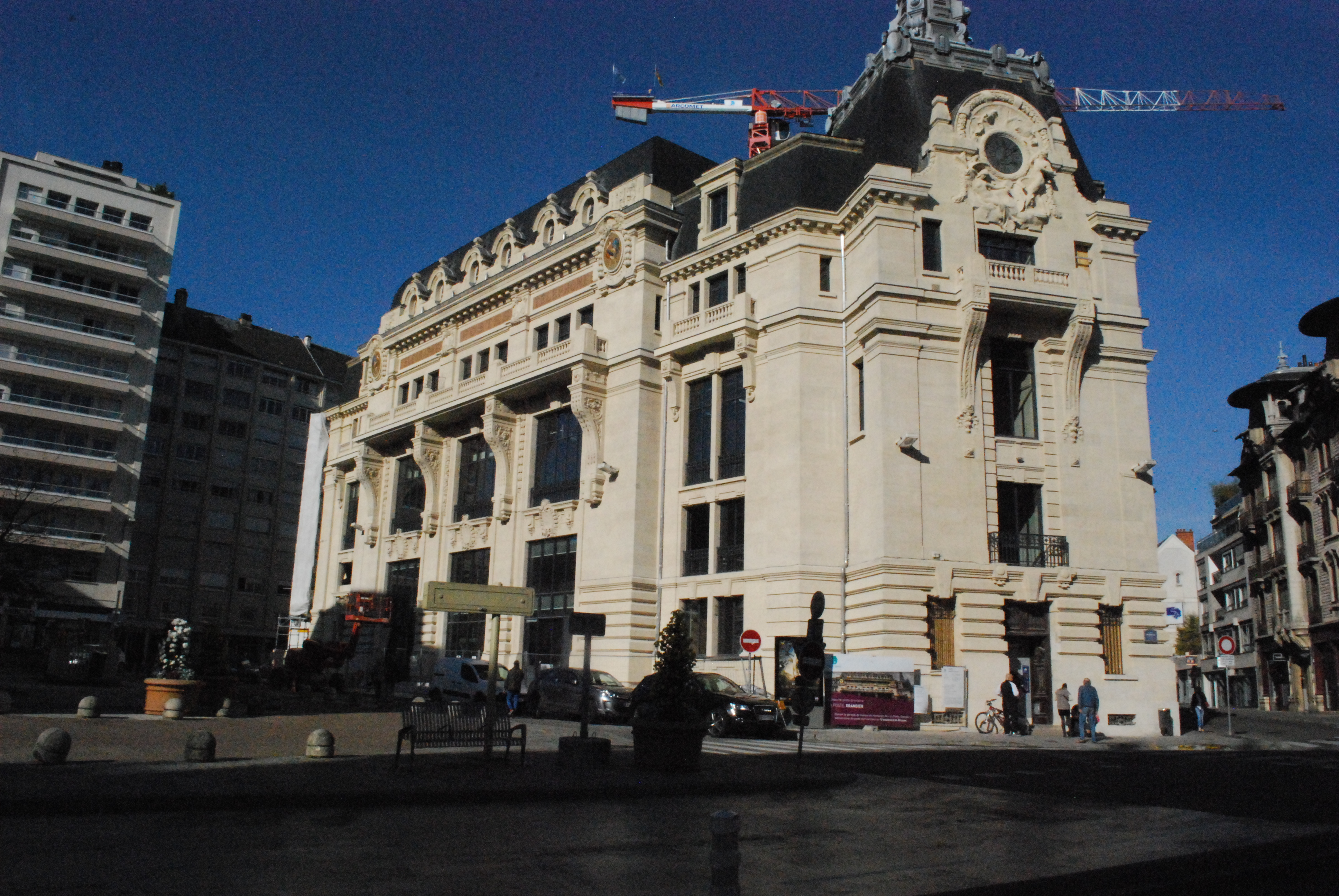
Hôtel des Postes de Dijon dû à Louis Perreau
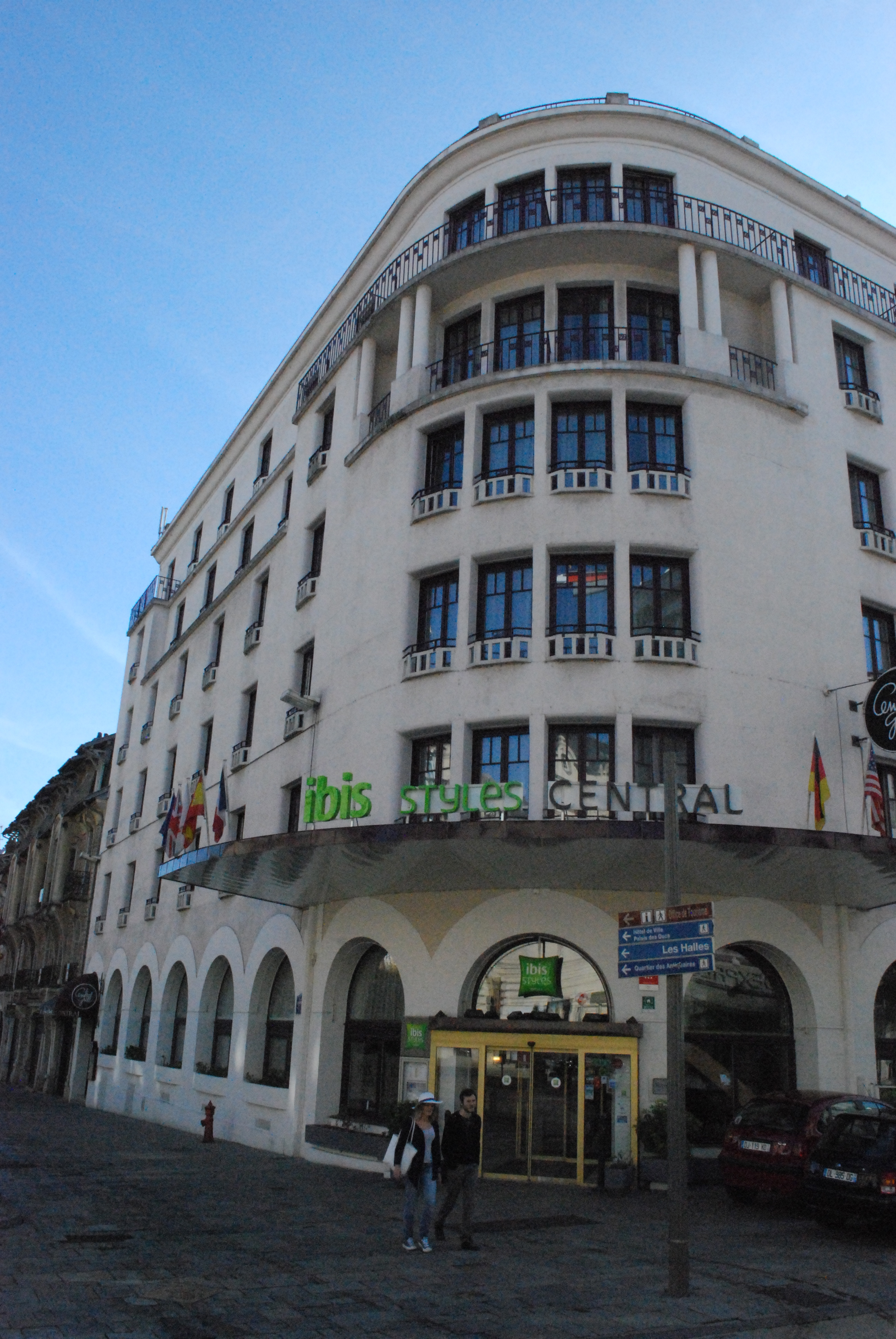
Hôtel le Central, de l'architecte Gaston Paris, avant 2024
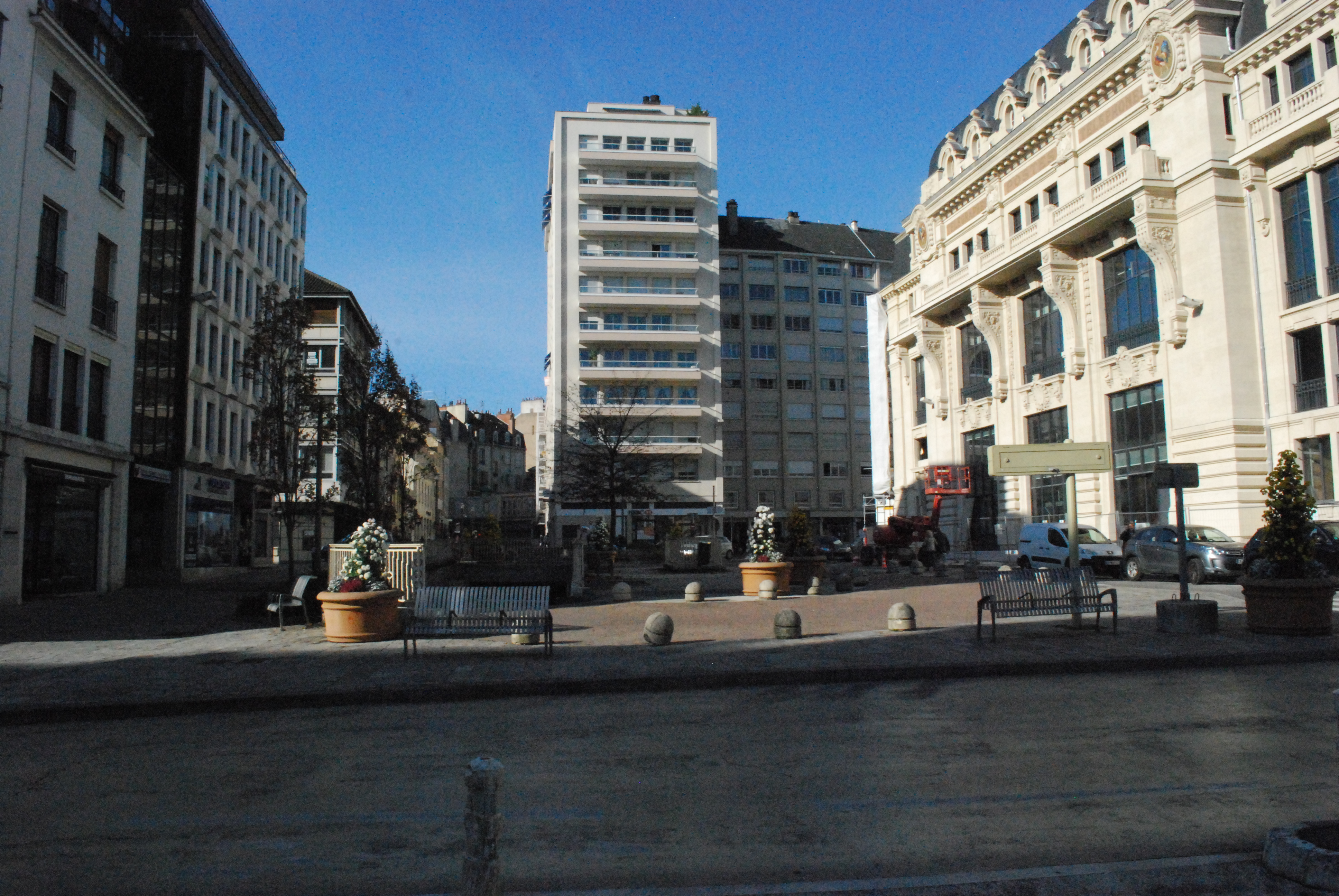
Vue de la place
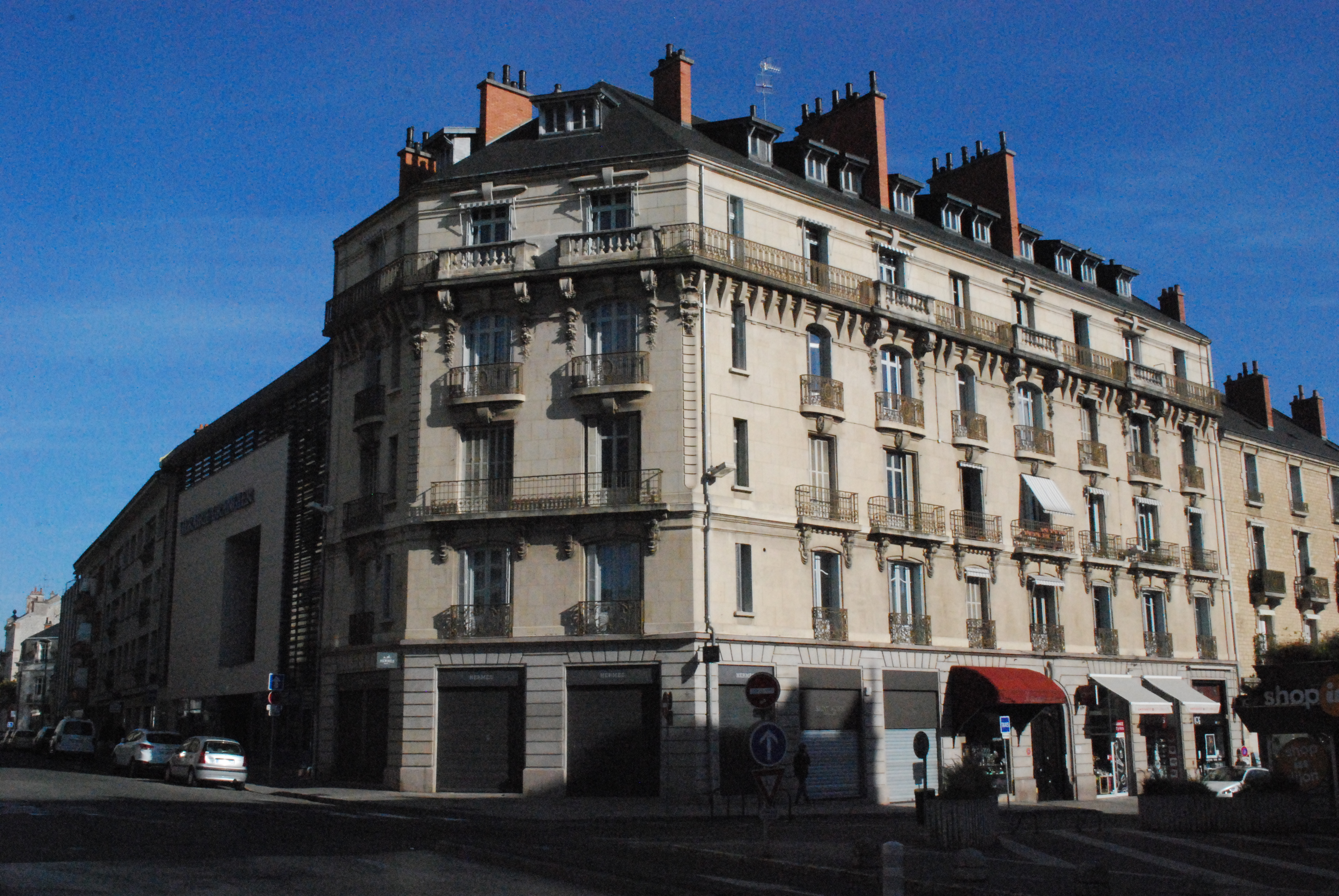
Immeuble abritant la librairie Grangier et immeuble dû à l'architecte Émile Robert
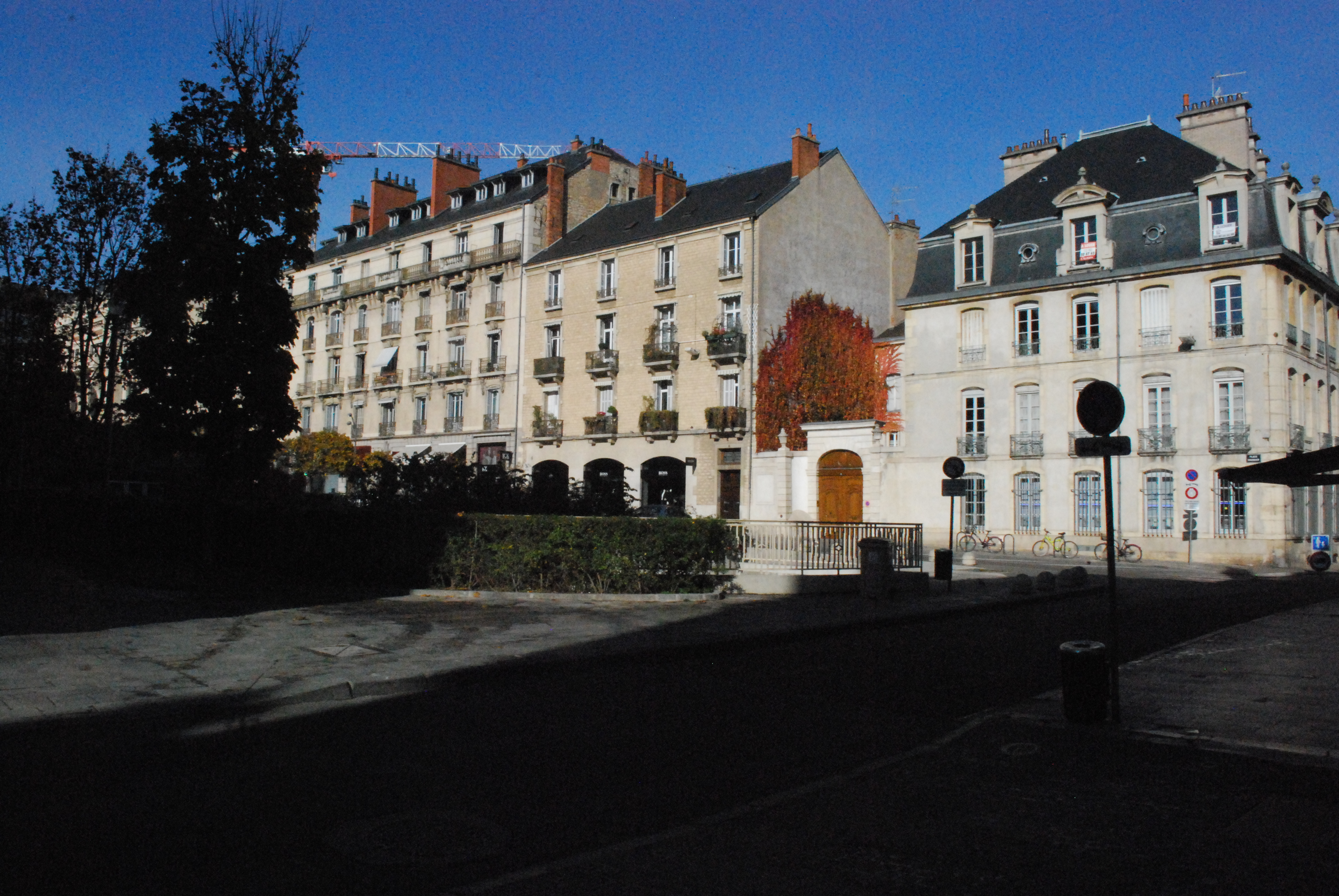
Immeubles du côté nord
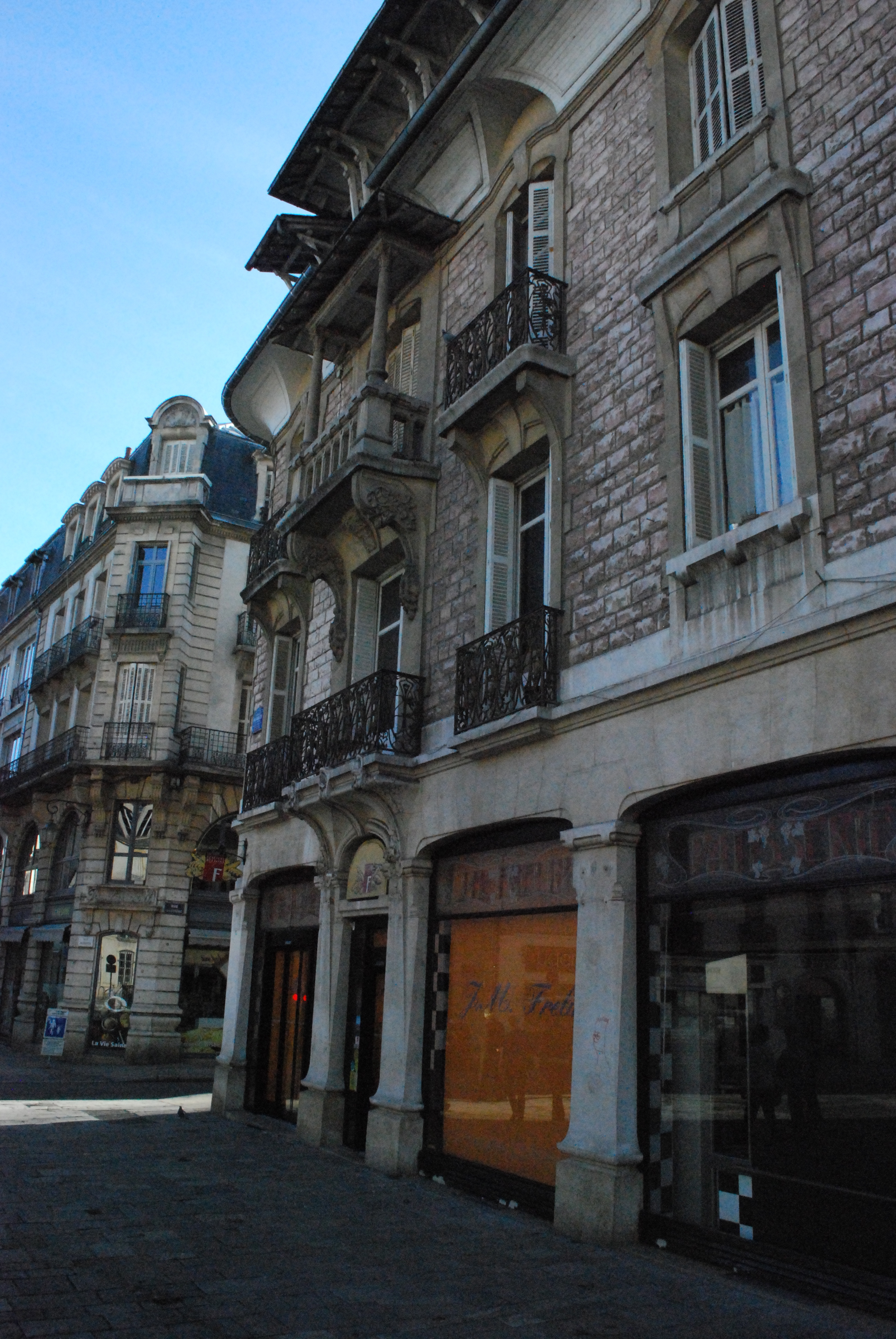
Immeuble Art nouveau dû à Louis Perreau
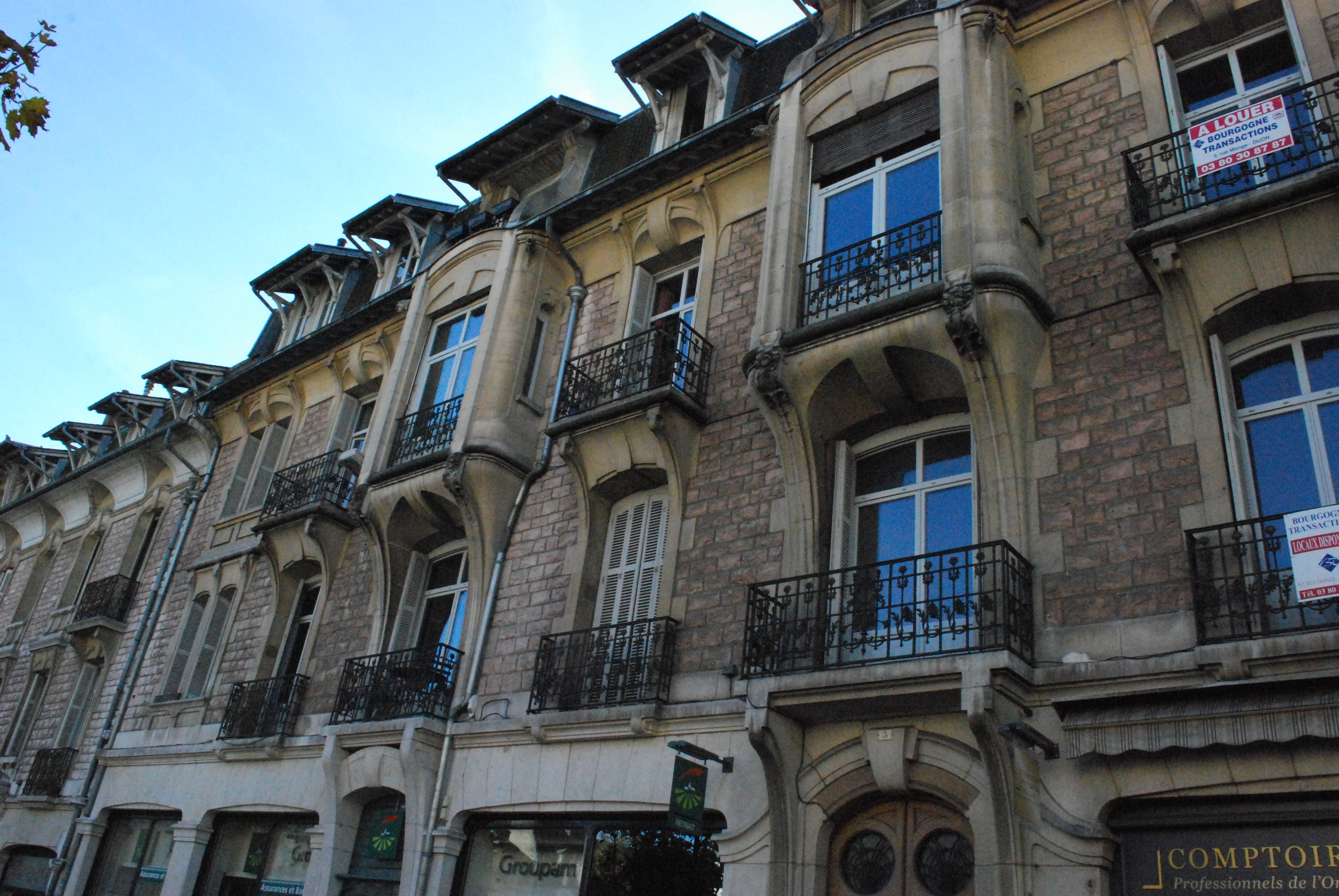
Immeuble Art nouveau dû à Louis Perreau